# Piper multiforme
Piper multiforme är en pepparväxtart som beskrevs av Trel. & Yunck.. Piper multiforme ingår i släktet Piper och familjen pepparväxter. Inga underarter finns listade i Catalogue of Life.